# Proanoplomus intermedius
Proanoplomus intermedius är en tvåvingeart som beskrevs av Chen 1948. Proanoplomus intermedius ingår i släktet Proanoplomus och familjen borrflugor. Inga underarter finns listade i Catalogue of Life.